# Архипенко, Георгий Григорьевич
Георгий (Егор) Григорьевич Архипенко (7 апреля 1913, Ставропольский край — 10 января 1989, Краснодарский край) — заряжающий танковой пушки 35-го отдельного гвардейского тяжёлого танкового полка (39-я армия, 3-й Белорусский фронт) гвардии младший сержант — на момент представления к награждению орденом Славы 1-й степени. Полный кавалер ордена Славы.

## Биография
Родился 7 апреля 1913 года в селе Большая Джалга, ныне Ипатовского района Ставропольского края.
В мае 1942 году был вновь призван в армию. В запасном полку на территории Новгородской области прошёл подготовку и был направлен на Волховский фронт.
23 июня 1944 года в бою в районе населенного пункта Заволны, северо-западнее города Орша Витебская область, в составе экипажа уничтожил 2 противотанковых орудия, 2 пулемета и до 15 немцев. 25 июля 1944 года гвардии младший сержант Архипенко Егор Григорьевич награждён орденом Славы 3-й степени.
В октябре 1944 года, во время боев при прорыве к государственной границе и в дальнейшем наступлении танк, в котором заряжающим был гвардии младший сержант Архипенко, уничтожил один танк «Тигр», две артиллерийские батареи, подавил огонь пяти пулеметных точек и истребил более 30 противников. 31 декабря 1944 года награждён орденом Славы 2-й степени.
В январе 1945 года в боях в Восточной Пруссии, в районе населенных пунктов Хенкишкен, Сентинлепин, Будупен, Пилькаллен обеспечил отличную работу вооружения танка. Когда танк был подбит, экипаж занял круговую оборону, в этом бою Архипенко лично уничтожил 10 противников. Экипаж в наступательных боях уничтожил 2 артиллерийских батареи, подорвал склад с боеприпасами, захватил склад в военным имуществом, истребил более 100 противников.
Указом Президиума Верховного Совета СССР от 29 июня 1945 года за образцовое выполнение заданий командования и проявленные при этом доблесть и мужество гвардии младший сержант Архипенко Егор Григорьевич награждён орденом Славы 1-й степени. Стал полным кавалером ордена Славы.
В 1945 году был демобилизован. В феврале 1946 года вместе с семьей переехал в станицу Усть-Лабинскую, Краснодарского края. Скончался 10 января 1989 года.